# Gregor von Langres
Gregor von Langres (* ca. 450; † 539/40) war von 506/7 bis zu seinem Tod Bischof von Langres und Spitzenahn des berühmten gallorömischen Bischofs und Geschichtsschreibers Gregor von Tours.
Gregorius Attalus stammte aus einer vornehmen gallorömisch-senatorischen Familie. Hauptquelle ist eine von Gregor von Tours verfasste Vita seines Urgroßvaters.
Gregor von Langres ist 466/67 in jungen Jahren comes civitatis der Stadt Autun geworden – sehr wahrscheinlich aufgrund von ererbten Rechten – und hat dieses oberste städtische Verwaltungsamt etwa 40 Jahre wahrgenommen. In einem Brief gratulierte ihm der vornehme Gallorömer Sidonius Apollinaris (Ep. V 18) zur Übernahme dieses Amtes; beide scheinen gut miteinander befreundet gewesen zu sein. Namentlich wird der Empfänger nur als Attalus bezeichnet, doch bezieht sich dies eindeutig auf Gregor. All dies spricht für gute familiäre Beziehungen Gregors von Langres, der unter anderem verwandt war mit Euphronius von Autun (vielleicht ein Onkel Gregors). 
Nach dem Tod seiner Ehefrau wurde Gregor Bischof von Langres, wenngleich er sich meistens in Dijon aufhielt und sich etwa um den Kult des Benignus kümmerte, eines Schülers Polykarps, für den er ein besonderes Interesse zeigte. Er nahm an den Konzilien von Epao (517) und Clermont (535) teil. Einen Nachruf für ihn verfasste Venantius Fortunatus. Sein Sohn Tetricus wurde neuer Bischof von Langres.